# Colégio Europeu de Parma
A fundação Colégio Europeu de Parma (em italiano: Collegio Europeo di Parma) é uma institução de ensino superior italiana, com sede em Parma que oferece formação acadêmica para jovens licenciados europeus em direito, em economia, politica e história da integração europeia.
O programa educacional oferecido pelo Colégio Europeu está voltado para preparar os alunos para carreiras na UE, nas instituições nacionais e locais, nas associações profissionais, e no mundo das empresas e das profissões liberais.
A primeira unidade do colégio foi criada em 1988 como um consórcio, pela vontade das instituições do território de Parma e da região Emilia-Romagna, a fim de oferecer aos estudantes e à comunidade uma escola de ensino superior, que promoveu o conhecimento do funcionamento das instituições da UE.

## Oferta acadêmica
A oferta atual consiste num currículo acadêmico interdisciplinar sobre o processo de integração europeia, especialmente vocacionada para estudantes pós-graduação: o Diploma Avançado em Estudos Europeus (DAEE). Este Diploma foi lançado no dia 27 de Setembro de 2003 com a inauguração do primeiro ano lectivo, pelo Presidente da Comissão Europeia, Romano Prodi. Em 2004 foi inaugurada a sede atual da faculdade e instituto teve a forma jurídica de fundação, semelhante aos colégios College of Europe de Bruges, na Bélgica, e Natolin na Polônia.
O Comité Científico é composto por: Jacques Delors, Romano Prodi, Ana Palacio, Etienne Davignon, Franco Frattini, Martin Bangemann, Alfonso Mattera, Cesare Azzali, Franco Mosconi, Andrea Boltho, Erik Jones.

## Promoções
Desde a instituição do DAEE, inspirando-se no modelo do Colégio da Europa de Bruges e Natolin, cada ano lectivo é chamado "promoção". Cada uma é dedicada a celebrar um arquitecto da unidade europeia:
| Ano Lectivo | Nome da Promoção    | Orador na Letio Inauguralis |
| ----------- | ------------------- | --------------------------- |
| 2003-2004   | Alcide De Gasperi   | Romano Prodi                |
| 2004-2005   | Paul-Henri Spaak    | Étienne Davignon            |
| 2005-2006   | João Paulo II       | Franco Frattini             |
| 2006-2007   | Konrad Adenauer     | Mario Monti                 |
| 2007-2008   | Robert Schuman      | José Manuel Durão Barroso   |
| 2008-2009   | Jean Monnet         | Giorgio Napolitano          |
| 2009-2010   | Altiero Spinelli    | Pascal Lamy                 |
| 2010-2011   | François Mitterrand | Herman Van Rompuy           |